# Christine van Zeegen
Christina Tobieta Sophia (Stien of Christine) Van Zeegen (Amstelveen, 22 januari 1890 - Amsterdam, 20 december 1973)  was een Nederlands ontwerper en textielkunstenaar. Ze maakte kunstnaaldwerk, modern borduurwerk. Ze werkte samen met haar broer Janus van Zeegen.

## Kunstenaarschap
Christine van Zeegen was actief als textielkunstenaar, waarbij ze zich vooral specialiseerde in kunstnaaldwerk. Haar werkperiode strekte zich uit van 1915 tot 1925, een tijd waarin ze haar creatieve vaardigheden benutte in het vervaardigen van textiele kunstwerken. Ze was met name bedreven in naaldwerk en borduren.
Gedurende haar actieve periode in de kunstwereld woonde en werkte Christine van Zeegen samen met haar broer, Janus van Zeegen, in Amsterdam. Ze voerde ook de ontwerpen van haar andere broer uit in borduursels, naast haar eigen ontwerpen.

## Werk en invloeden
Christine's textielkunst omvatte diverse onderwerpen, waaronder dierenvoorstellingen, wandtapijten, stofontwerpen en christelijk-religieuze voorstellingen. Haar gebruik van textielmateriaal, wol en haar beheersing van het naaldwerkprocedé maakten haar een gewaardeerd lid van de kunstgemeenschap.
Piet Boendermaker, een Amsterdamse verzamelaar, diende als mecenas voor Christine van Zeegen in de jaren 1915-1923. 

## Lidmaatschappen en latere leven
Christine van Zeegen was lid van de Vereeniging voor Ambachts- en Nijverheidskunst (VANK) en het Genootschap Architectura et Amicitia. Na haar huwelijk met D.J. da Silva in 1925, beëindigde ze haar actieve carrière als kunstnaaldwerkster.

## Tentoonstellingen
In 2024 toonde het Drents Museum een tentoonstelling van haar werk samen met dat van haar broer.
- Biografisch Portaal: 47709567
- RKD-Nederlands Instituut voor Kunstgeschiedenis: 86219
- Union List of Artist Names: 500763860
- Virtual International Authority File: 289722620